# 首都高速神奈川7号横浜北線

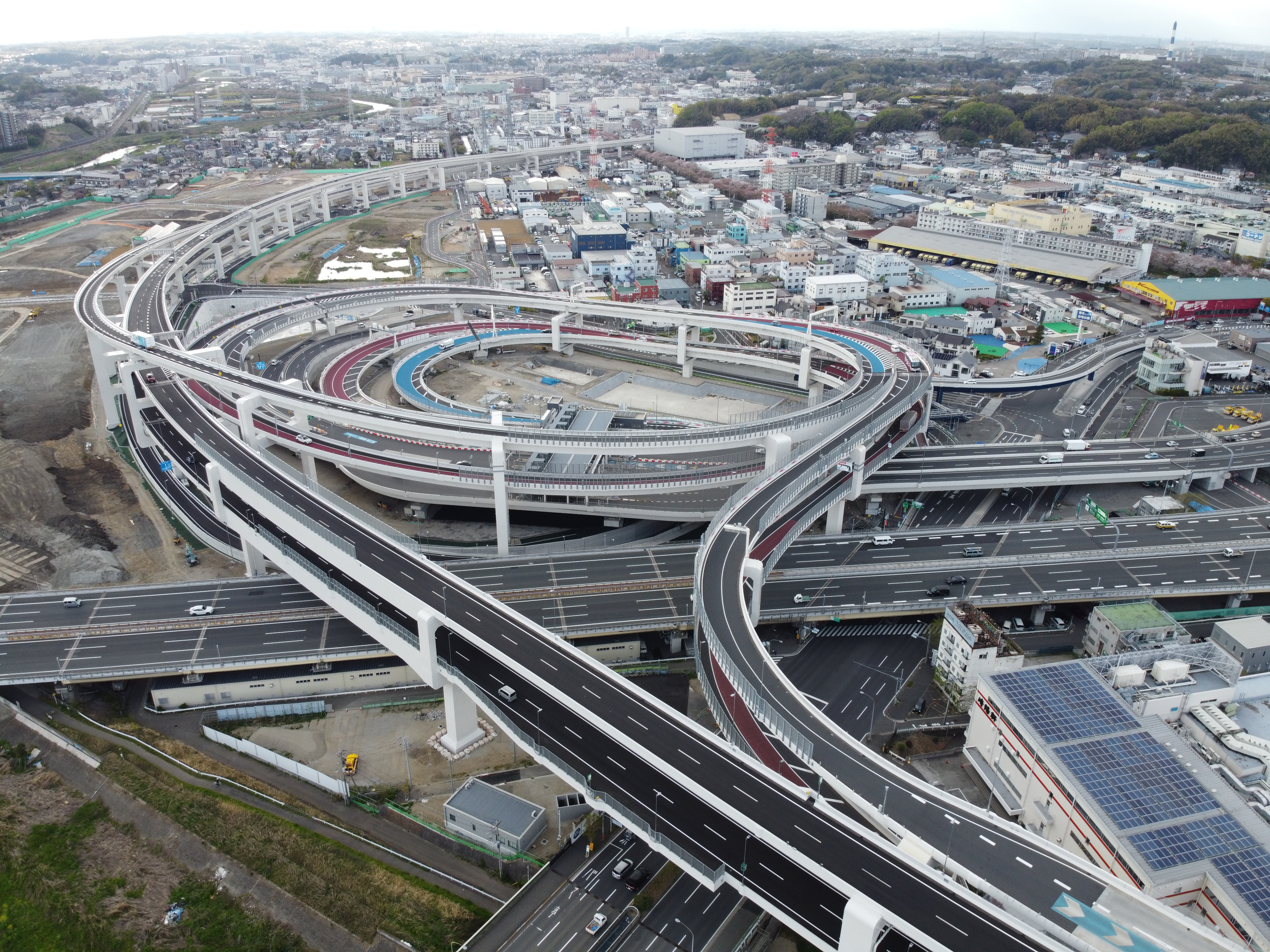
横浜港北JCT
神奈川県横浜市都筑区（2020年4月）

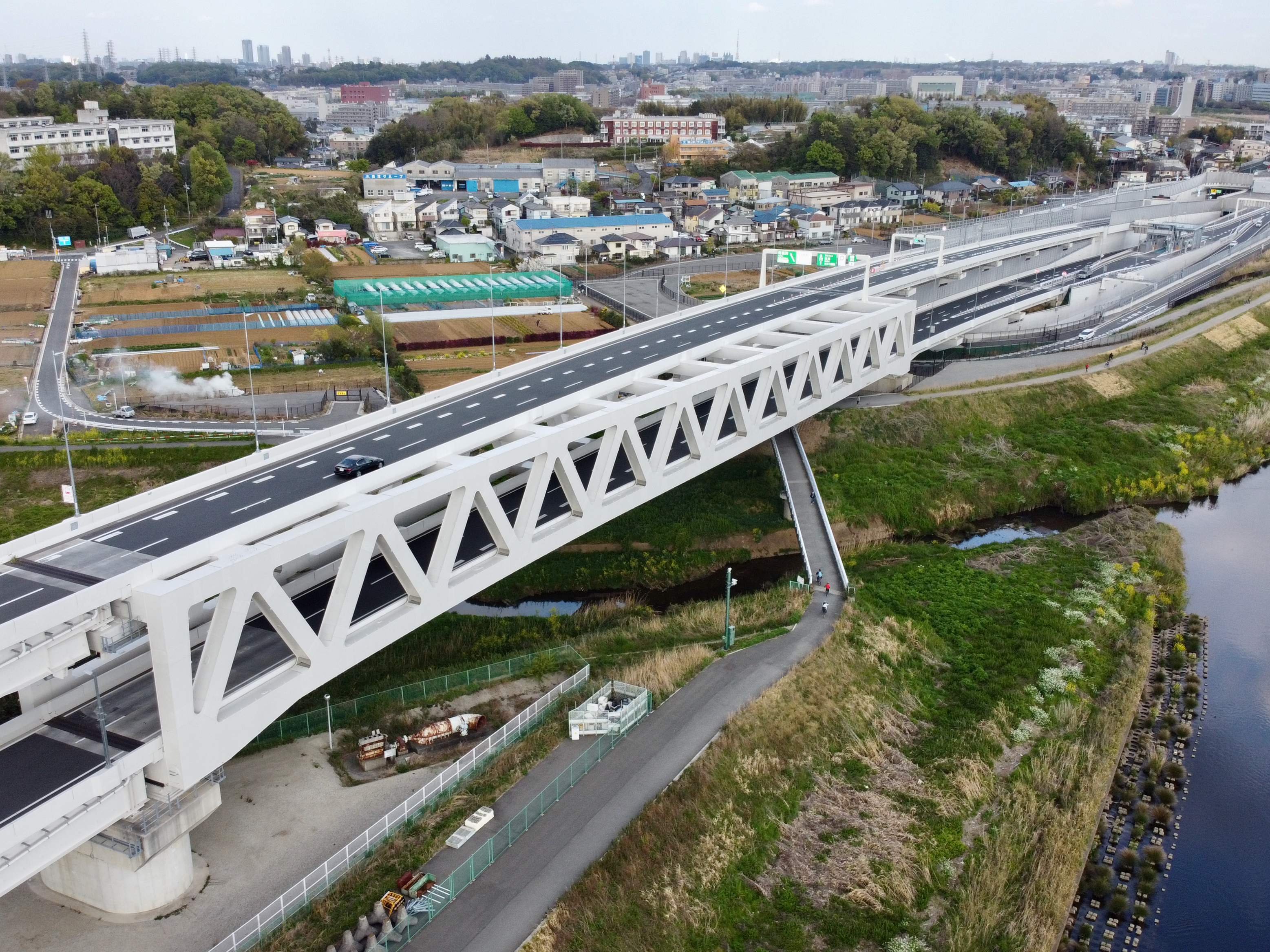
大熊川トラス橋
神奈川県横浜市港北区（2020年4月）

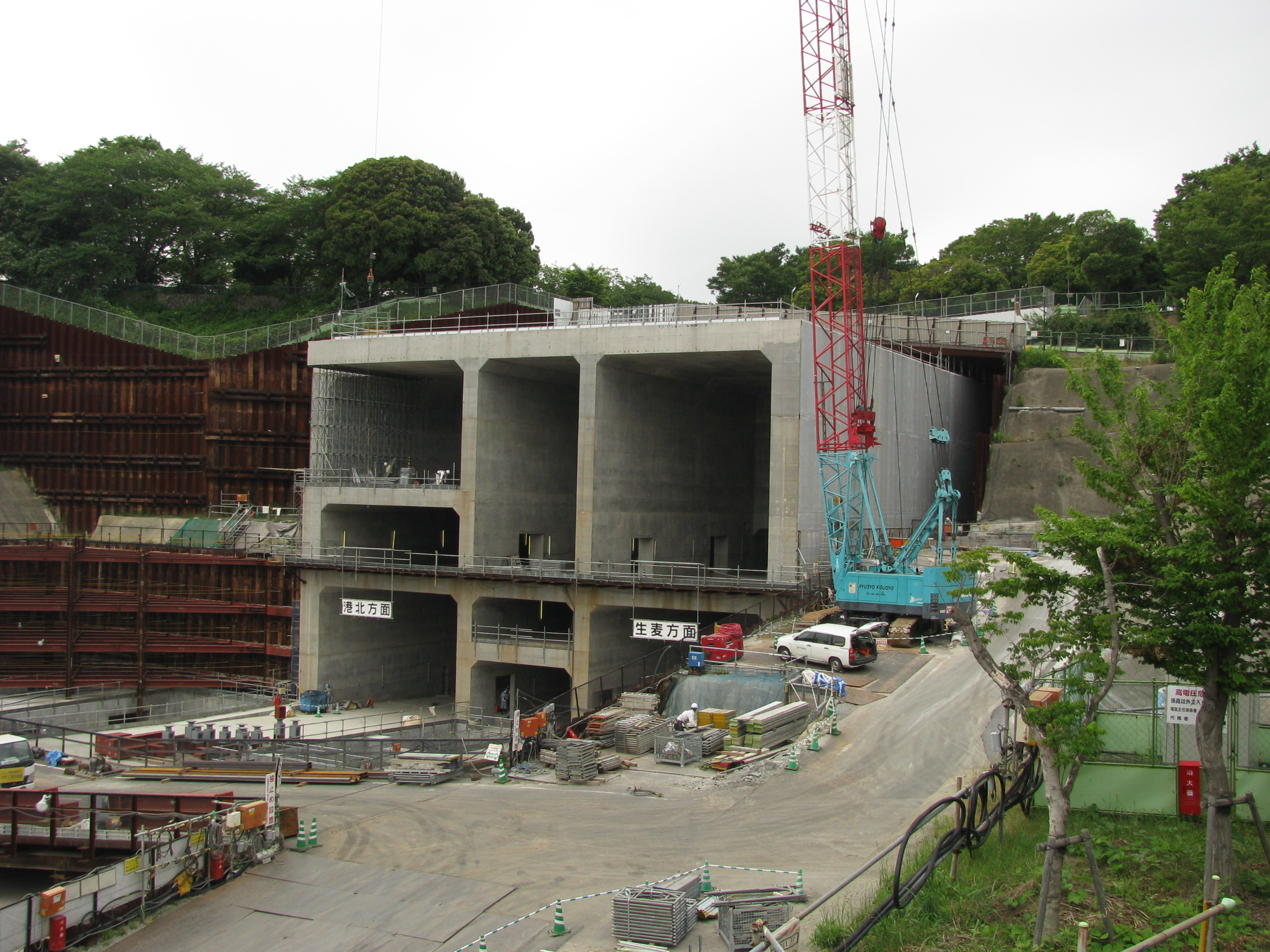
建設中の横浜環状北線トンネル
横浜市鶴見区生麦（2011年6月25日）

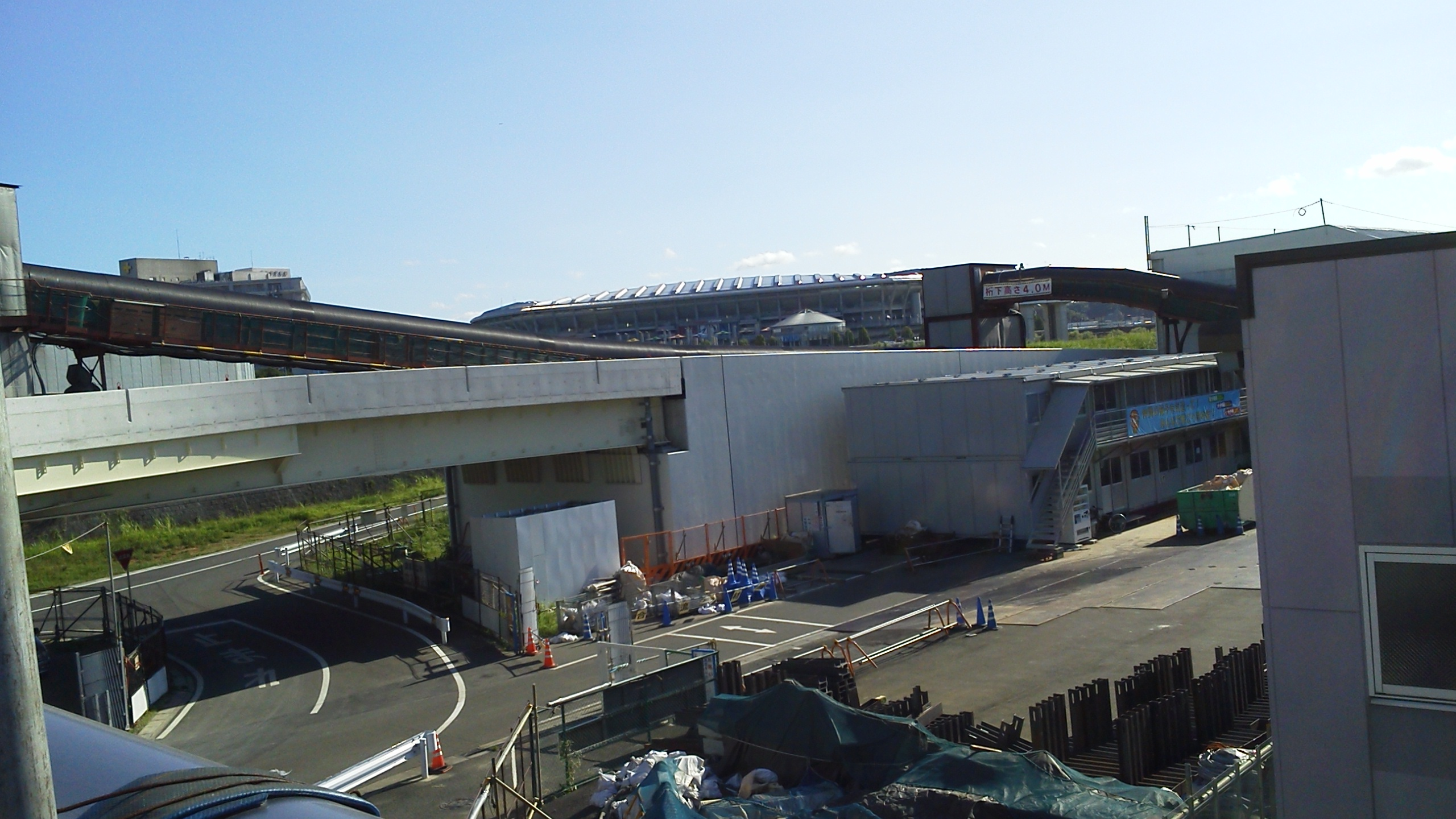
建設中の宮内新横浜線接続部
横浜市港北区北新横浜（2012年7月30日）

首都高速神奈川7号横浜北線（しゅとこうそくかながわ7ごうよこはまきたせん）は、神奈川県横浜市都筑区から鶴見区に至る首都高速道路の路線である。横浜市を環状につなぐ横浜環状道路の一部。事業計画は横浜市道高速横浜環状北線。
首都高速道路株式会社（旧：首都高速道路公団）はこの路線に関して、遅くとも2004年（平成16年）より「きたせん」の語で広報活動をしてきた。
土木学会デザイン賞 2018 最優秀賞 受賞。

## 概要
沿岸部と内陸部を結ぶ幹線道路が少ない横浜市北部の渋滞解消を目的とする。
周辺環境への影響を少なくするため、全体の約7割がトンネル構造（横浜北トンネル）となっている。
横浜環状道路はこの横浜北線と、戸塚から保土ヶ谷バイパスと交差して港北に至る西側区間、および国土交通省と東日本高速道路株式会社によって建設が進められている横浜環状南線（釜利谷 - 戸塚）からなる。西側区間は構想のままで長らく進展がないが、港北から東名高速道路を結ぶ横浜北西線（総延長 7.1 km）は2020年（令和2年）3月22日に開通した。

### 路線データ
- 都市計画道路名 : 横浜国際港都建設計画道路1・4・6号高速横浜環状北線
- 路線名 : 高速神奈川7号横浜北線
  - 路線番号 : K7
- 起点 : 神奈川県横浜市都筑区川向町（第三京浜道路 横浜港北JCT）
- 終点 : 神奈川県横浜市鶴見区生麦二丁目（首都高速神奈川1号横羽線 生麦JCT）
- 車線数 : 4車線（片側2車線）
- 設計速度 : 60 km/h
- 開通日 : 2017年（平成29年）3月18日

## 出入口など
- 路線名の特記がないものは市道。
- 全線神奈川県横浜市内に所在。

| 出入口 番号                 | 施設名         | 接続路線名                                                     | 起点 から (km) | 備考                                | 所在地 |
| --------------------------- | -------------- | -------------------------------------------------------------- | -------------- | ----------------------------------- | ------ |
| 大黒線 湾岸線・大黒ふ頭方面 |                |                                                                |                |                                     |        |
| -                           | 生麦JCT        | 横羽線                                                         | 0.0            |                                     | 鶴見区 |
| 751                         | 岸谷生麦出入口 | 国道1号 神奈川県道6号東京大師横浜線                            | 0.8            | 生麦JCT方面出入口                   | 鶴見区 |
| 752                         | 岸谷生麦出入口 | 国道1号 神奈川県道6号東京大師横浜線                            | 0.8            | 横浜港北JCT方面出入口               | 鶴見区 |
| 753                         | 馬場出入口     | 神奈川県道111号大田神奈川線 横浜市主要地方道85号鶴見駅三ツ沢線 | 3.7            | 生麦JCT方面出入口 入口はETC専用     | 鶴見区 |
| 754                         | 馬場出入口     | 神奈川県道111号大田神奈川線 横浜市主要地方道85号鶴見駅三ツ沢線 | 3.7            | 横浜港北JCT方面出入口 入口はETC専用 | 鶴見区 |
| 755                         | 新横浜出入口   | 神奈川県道13号横浜生田線                                       | 7.0            | 生麦JCT方面出入口                   | 港北区 |
| 756                         | 新横浜出入口   | 神奈川県道13号横浜生田線                                       | 7.0            | 横浜港北JCT方面出入口               | 港北区 |
| 757                         | 横浜港北出入口 | 川向線                                                         | 8.2            | 生麦JCT方面出入口                   | 都筑区 |
|                             | 横浜港北JCT    | E83 第三京浜道路                                               | 8.2            |                                     | 都筑区 |
| 横浜北西線 横浜青葉方面     |                |                                                                |                |                                     |        |

## 歴史
- 2000年（平成12年）7月14日 : 都市計画決定。
- 2001年（平成13年）度 : 首都高速道路公団が事業着手。
- 2005年（平成17年）10月1日 : 道路関係四公団民営化に伴い、事業主体が首都高速道路公団から首都高速道路株式会社に変更。
- 2011年（平成23年）3月15日 : 都市計画変更決定（港北出入口の追加・横浜環状北西線との接続等）[3]。
- 2016年（平成28年）5月11日 : 路線名「高速神奈川7号横浜北線」および各出入口・ジャンクションの名称が発表される[4]。

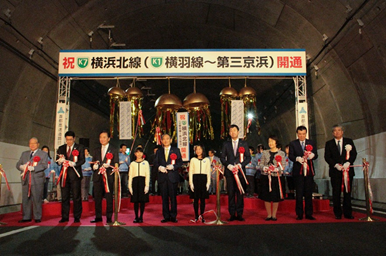
横浜北線 開通式

- 2017年（平成29年）3月18日 : 生麦JCT - 横浜港北JCT開通、全線開通（馬場出入口を除く）[5]。
- 2020年（令和2年）
  - 2月27日 : 馬場出入口が供用開始[6]。ただし、入口としては法隆寺交差点側のみが利用可能[6]。
  - 3月22日 : 横浜港北出入口が供用開始、横浜港北JCTで(K7)横浜北西線と接続[2]。
  - 10月21日 : 馬場出入口の内路交差点側の入口が供用開始[7]。

## 路線状況

### 車線・最高速度
| 区間                          | 車線 上下線=上り線+下り線 | 最高速度 |
| ----------------------------- | ------------------------- | -------- |
| 生麦JCT - 横浜港北JCT（全線） | 4=2+2                     | 60 km/h  |

### 主な構造物
- 横浜北トンネル（岸谷生麦出入口 - 新横浜出入口） : 上り線5,900 m 下り線5,950 m。危険物積載車両通行禁止。
- 大熊川トラス橋（新横浜出入口 - 横浜港北JCT）：橋長158 m
  - 平成27年度 土木学会田中賞（作品部門）を受賞

### 交通量
24時間交通量（台）道路交通センサス
| 区間                                       | 平成27（2015）年度 | 令和3（2021）年度 |
| ------------------------------------------ | ------------------ | ----------------- |
| 生麦JCT - 岸谷生麦出入口                   | 調査当時未開通     | 44,241            |
| 岸谷生麦出入口 - 馬場出入口                | 調査当時未開通     | 45,374            |
| 馬場出入口 - 新横浜出入口                  | 調査当時未開通     | 46,325            |
| 新横浜出入口 - 横浜港北出入口・横浜港北JCT | 調査当時未開通     | 44,205            |

（出典：「平成27年度全国道路・街路交通情勢調査」・「令和3年度全国道路・街路交通情勢調査」（国土交通省ホームページ）より一部データを抜粋して作成）
- 令和2年度に実施予定だった交通量調査は、新型コロナウイルスの影響で延期された[8]。

### 関連街路
都市計画道路岸谷生麦線
岸谷生麦出入口と接続し、国道1号（第二京浜）と東京大師横浜線（産業道路）を結ぶ。
- 都市計画道路名 : 横浜国際港都建設計画道路3・4・51号岸谷生麦線
- 起点 : 神奈川県横浜市鶴見区岸谷2丁目（国道1号）
- 終点 : 神奈川県横浜市鶴見区生麦3丁目（東京大師横浜線）
- 車線数 : 往復2車線（片側1車線）（片側歩道）
- 設計速度 : 40 km/h
- 開通日 : 2017年（平成29年）3月16日[9]

都市計画道路長島大竹線
新横浜出入口と接続し、亀の甲橋（神奈川県道13号横浜生田線）と新横浜大橋（都市計画道路宮内新横浜線）を結ぶ。
- 都市計画道路名 : 横浜国際港都建設計画道路3・3・48号長島大竹線
- 起点 : 神奈川県横浜市港北区新羽町
- 終点 : 神奈川県横浜市港北区新羽町
- 車線数 : 往復4車線（片側2車線）（両側歩道）
- 設計速度 : 40 km/h
- 開通日 : 2017年（平成29年）3月16日[9]

## 地理

### 通過する自治体
- 神奈川県
  - 横浜市鶴見区 - 神奈川区 - 鶴見区 - 港北区 - 都筑区

### 接続する高速道路
- 首都高速神奈川5号大黒線（生麦JCTで接続）
- 首都高速神奈川1号横羽線（生麦JCTで接続）
- E83 第三京浜道路（横浜港北JCTで接続）
- 首都高速神奈川7号横浜北西線（横浜港北JCTで直結）